# Michel Nebenzahl
Pour les articles homonymes, voir Nebenzahl.
Michel Nebenzahl, né le 10 avril 1941 à Boulogne-Billancourt et mort le 23 juin 2018 dans le 15e arrondissement de Paris, est un professeur de philosophie, docteur en médecine ayant officié à l'université de Nanterre Paris X entre 1974 et 2007 en tant que maître de conférences.

## Biographie
Agrégé de philosophie, puis docteur en médecine, Michel Nebenzahl est philosophe, médecin, acteur, économiste, psychanalyste, metteur en scène, boxeur, danseur et même cuisinier. Il traduit trois pièces de théâtre de l'écrivain autrichien Thomas Bernhard et produit en tant que metteur en scène des pièces de théâtre et d'opéra. Il a enseigné aux Écoles de théâtre de Paris (Chaillot) et de Rennes.
En 1999, il fonde, avec Pierre Plancoulaine, un de ses étudiants, l'École et la Compagnie de Théâtre universitaire de l'Université de Paris X-Nanterre, qui compte aujourd'hui 14 réalisations, jouées en France et en Europe. Il fonde un centre de recherche à Ostuni en Italie : théâtre, boxe chinoise et boxe de rue, karaté, danse, philosophie, psychanalyse, poésie, dessin, écriture. Il est consacré à deux reprises lors du festival de théâtre de Marrakech : en 2009 pour la Cavalcade des rêves, un spectacle adapté des textes fragmentaires de Kafka, et en 2010 pour "Le fou et la nonne", de Stanislaw Witkiewicz.
En 2007, il quitte l'université de Nanterre Paris X pour se consacrer à plein temps à son centre de recherche italien.
« Son travail, qui s’est porté dans un premier temps sur l’idéalisme allemand, a très tôt rencontré la psychanalyse, et plus spécifiquement l’œuvre de Freud, comme puissance de déliaison au discours philosophique (ce que Pierre Kaufmann, selon son travail singulier nous avait montré). En parallèle à cette première ouverture, sa formation d’acteur l’a conduit à élaborer une pensée du corps en scène, de la parole en relation. Il s’est alors engagé dans une activité de dramaturge, et c’est à l’occasion d’un travail à la prison centrale de Rennes que fut écrit Cantate pour huit détenus (1995). De la philosophie à la psychanalyse puis au théâtre, son travail fait œuvre, entre autres, autour de la question de la traduction – de textes bien sûr, ceux de Thomas Bernhard, mais aussi de la traduction de concepts, de pratiques d’un champ d’expériences à l’autre, à la façon peut-être dont Gregory Bateson en déplaçant les lignes de partage des savoirs fut l’initiateur d’une nouvelle épistémologie. Aujourd’hui, la recherche de Michel Nebenzahl se porte sur une déconstruction de toute anthropo-logie, de tout logos des sciences humaines, ce qui le conduit, en toute rigueur, à l’invention d’une non-anthropologie, où la singularité de chaque corps parlant ne serait pas une impasse à la pratique scientifique mais constituerait, au contraire, sa ressource même. C’est d’une invention de sa singularité comme d’une confrontation au néant, qu’émergera une économie fondée sur l’infini du langage et des relations. C’est à une traversée du miroir de l’humain (trop humain) que cet auteur nous invite, faisant alors surgir l’anthropos au sein d’une articulation, jusqu’alors inouïe, entre intelligence, plaisir et qualité. »
Il meurt en juin 2018. Sa mort est remise en question alors qu'il est aperçu à Ostuni en mars 2025 selon La Gazzetta del Mezzogiorno (source M. Yuri Dini).